# آلوارو ناچینوویچ
آلوارو ناچینوویچ (انگلیسی: Alvaro Načinović؛ زادهٔ ۲۲ مارس ۱۹۶۶) بازیکن هندبال اهل کرواسی بود.